# Mnesarchaea
Mnesarchaea és un gènere de lepidòpters exoporis, l'únic de la família dels mnesarqueids (Mnesarchaeidae) i de la superfamília dels mnesarqueoïdeus (Mnesarchaeoidea). Són arnes diürnes, amb caràcters molt primitius, pròpies de Nova Zelanda, d'on són endèmiques.
Són una superfamília molt propera als hepialoïdeus. A diferència dels hepialoïdeus, en l'adult les peces bucals són funcionals. Les larves viuen en galeries de seda entre briòfits i detritus del sòl.

## Sistemàtica
El gènere Mnesarchaea inclou 7 especies:
- Mnesarchaea acuta Philpott, 1929
- Mnesarchaea fallax Philpott, 1927
- Mnesarchaea fusca Philpott, 1922
- Mnesarchaea fusilella Walker, 1864 (originalment a Tinea)
- Mnesarchaea loxoscia Meyrick, 1888
- Mnesarchaea hamadelpha Meyrick, 1888
  - = Mnesarchaea similis Philpott, 1924[4]
- Mnesarchaea paracosma Meyrick, 1886